# Louise Haenel de Cronenthall
Louise Augusta Marie Julia Haenel de Cronenthal, née le 18 juin 1839 à Naumbourg  (province de Saxe) et morte le 9 mars 1896 à Paris 6e, est une compositrice française d'origine autrichienne, qui a principalement vécu et travaillé en France.

## Biographie
Louise Haenel de Cronenthall est née à Naumbourg (Saale) (province de Saxe, royaume de Prusse) en 1839. Elle est la fille du fabricant de piano Franz Julius Hänel (1804-1871).
À dix-sept ans, elle s'installe à Paris pour étudier au conservatoire. Elle étudie le solfège avec Alexandre Joseph Désiré Tariot (1803-1872), le piano avec Camille-Marie Stamaty, le violoncelle avec Auguste-Joseph Franchomme, et la flûte ainsi que la composition avec Jules Demersseman.
Le 25 janvier 1862 elle épouse Léonce du Trousset marquis (ou comte) d'Héricourt de Valincourt.
Elle reçoit une médaille d'or pour son opéra La Nuit d'épreuve lors de l'Exposition universelle de 1867.
Elle compose plusieurs pièces transcrites du chinois et arrangées pour piano dont La Chanson du thé sur un poème traduit de l'empereur chinois Qianlong,.
Elle meurt dans le 6e arrondissement de Paris le 9 mars 1896,, à son domicile situé rue du Cherche-Midi.

## Œuvres
Louise Haenel de Cronenthall a produit une œuvre abondante, parmi laquelle on trouve vingt-deux sonates et ces œuvres entre autres :
- Quatuor à cordes
- Romance dramatique, pour violoncelle et piano
- La Nuit d'épreuve, opéra (1867)
- La Chanson du Thé, op. 68 (1867)
- Cremonese, quatuor à cordes
- La cinquantaine villageoise, symphonie
- Salut au printemps, symphonie (op. 40, 1860)
- La fantastique, symphonie
- Apollonia, symphonie
- Bonheur pastoral, symphonie